# Abro Mão
"Abro mão" é uma canção gravada pelo grupo cristão brasileiro Ministério Apascentar de Nova Iguaçu, presente inicialmente no disco Toque no Altar, lançado em outubro de 2003. Foi composta pelo músico Luiz Arcanjo e recebeu inicialmente a interpretação de Davi Sacer, quando este era ainda o único vocalista da banda.
Conduzida em grande parte pelo piano de Ronald Fonseca, uma condução considerada virtuosa pela crítica especializada. Sua letra é uma oração de humilhação perante Deus, parafraseando Salmos 73:25, sendo uma declaração difícil de cumprir, principalmente pela frase: "Abro mão dos meus sonhos, abro mão dos meus planos, abro mão da minha vida por Ti", presente no refrão.
"Abro mão" foi regravada várias vezes no meio cristão: O próprio Toque no Altar a registrou no DVD Toque no Altar e Restituição (interpretada por Luiz Arcanjo), o Trazendo a Arca a registrou no disco Ao Vivo no Japão (interpretada novamente por Luiz Arcanjo) e Ton Carfi regravou-a em A Espera de um Milagre.

## Composição
Quando Luiz Arcanjo escreveu "Abro Mão", o músico vivia um período conturbado na sua vida pessoal. Ele relembra que, na época, sua condição financeira não era favorável e muitas vezes ia a igreja a pé. Além do mais, recém-casado, o músico tinha o sonho de ser pai, mas sua esposa tinha problemas de saúde que impediam. Um dia, durante uma pregação, o músico convenceu-se que havia a possibilidade de nenhum de seus sonhos serem realizados e foi sentimentalmente confrontado a se questionar se ele permaneceria em suas crenças se nada ocorresse. Arcanjo acabou por ficar emocionalmente instável, e ser levado por Deco Rodrigues, que na época tinha um carro, para sua casa. Em casa, Arcanjo pegou um violão e escreveu em cinco minutos a canção, como resposta às suas reflexões. Em várias ocasiões, Luiz já disse que foi a canção mais rápida que já compôs. Tempos depois, a esposa de Arcanjo engravidou.
Já Davi Sacer contou uma história alternativa sobre a composição. Ele afirmou que os membros estavam participando de sete cultos durante uma semana no Apascentar, um a cada dia. Entre eles, ficou opcional fazer um jejum neste período, o que fez com que muitas pessoas praticamente ficassem uma semana literalmente na igreja. Sacer afirmou que ficou, durante uma madrugada, acordado, cantando e orando. Em seguida, o cantor disse: "Aí de manhã bem cedo, o Luiz Arcanjo chegou e falou, ‘cara, nessa noite eu não consegui dormir, vocês estavam aqui e eu tava em casa e não consegui dormir. Fui fazer o meu período com Deus, de madrugada, com meu violão e Deus me deu, de madrugada, esta letra Em cinco minutos fiz esta música aqui’. Então, quando ele mostrou esta música lá na rodinha, lembro de que ele tava sentando no chão da igreja, numa rodinha com o violão, e cantou esta música. Ela já foi muito forte para a gente que estava ali nessa rodinha. A gente cantou esta música na igreja, e logo depois eu sabia que ela deveria ser gravada."

## Regravações e legado
"Abro Mão" se tornou um dos primeiros sucessos do Ministério Apascentar de Nova Iguaçu e é uma das canções mais regradas pela banda. O próprio Toque no Altar (nome posterior do grupo) a registrou no DVD Toque no Altar e Restituição (interpretada por Luiz Arcanjo), e o Trazendo a Arca a trouxe no disco Ao Vivo no Japão (interpretada por Luiz Arcanjo). Em 2014, Luiz Arcanjo cantou uma versão em espanhol para o álbum Español, cujo título foi "Renuncio". Em 2020, a faixa foi novamente tocada pelo Trazendo a Arca em parceria com o ex-vocalista Davi Sacer durante o show de reunião da formação clássica da banda. A performance, que contou com os vocais de Luiz Arcanjo e Davi Sacer, foi disponibilizada no álbum O Encontro.
Em 2009, o cantor Ton Carfi regravou "Abro Mão" para o álbum A Espera de Um Milagre, com participação especial de Luiz Arcanjo.